# Queen Creek
Queen Creek är en stad (town) i Maricopa County, och  Pinal County, i delstaten Arizona, USA. Enligt United States Census Bureau har staden en folkmängd på 26 805 invånare (2011) och en landarea på 72,6 km².